# Théâtre-Musée des Capucines
Théâtre-Musée des Capucines (Divadlo-Muzeum kapucínek) nebo Théâtre des Capucines musée Fragonard je soukromé muzeum v Paříži. Nachází se ve 2. obvodu na Boulevardu des Capucines. Muzeum představuje dějiny výroby parfémů.

## Historie
Muzeum bylo založeno v roce 1993 společností Fragonard v budově bývalého divadla Théâtre des Capucines z roku 1898.

## Sbírky
Muzeum vystavuje a představuje alembiky, destilační přístroje a další laboratorní sklo, výrobce parfémů a jejich flakony a také zvířata a rostliny, jejichž extrakty se používají v parfumerii.